# Gulfstream IV
«Гольфстрим IV» (англ. Gulfstream GIV) — линейка турбовентиляторных двухмоторных самолётов бизнес-класса, разработанных компанией Gulfstream Aerospace Copropation, дочерней компанией General Dynamics. Самолёт производился с 1985 по 2003 годы. Оснащен двумя двигателями Rolls-Royce RB.183 Tay.

## Разработка
В марте 1983 года Gulfstream совместно с компанией Grumman начали разработку нового самолёта Gulfstream IV, который должен был заменить модель Gulfstream III. Gulfstream IV получил новую конструкцию крыла: снижение веса и изменение формы позволило улучшить аэродинамические характеристики, снизить сопротивление воздушных потоков и увеличить дальность полёта. Различные аэродинамические улучшения привели к увеличению дальности полёта на 300 морских миль.
От самолёта-предшественника Gulfstream III, новый джет отличается новым крылом, длинным фюзеляжем, получившим шестой иллюминатор, увеличенной дальностью полёта, новой кабиной пилота с приборами EFIS (электронно-лучевой индикацией) и авиационное цифровое электронное оборудование основанной на многофункциональных индикаторах, а также новые двигатели RollsRoyceТауMk611-8.
19 сентября 1985 года первый самолёт совершил первый полёт. Сертификат лётной годности был получен в апреле 1987 года. Первый самолёт GIV был поставлен заказчику в 1987 году под серийным номером 1000. Позже была представлена модификация GIV-SP (специальная миссия, а также модификации G300 и G400.
В 2001 году начались работы по созданию нового самолёта на основе GIV-SP (изначально проект назывался GIV-X, но позже был переименован в G450). В 2004 году был представлен G350, самолёт аналогичный G450, но имеющий меньшую дальность полёта.

## Эксплуатация
Национальное управление океанических и атмосферных исследований использует GIV-SP (N49RF) для изучения тропических циклонов. Самолёт оснащён специальным оборудованием для измерения влажности, давления, температур и применяется в экстремальных условиях для изучения атмосферных явлений и прогнозирования движения ураганов и штормов.
В июне 1987 Gulfstream IV установил 22 мировых рекорда скорости в своём классе.

## Версии
Gulfstream G450 получил сертификат лётной годности 12 августа 2004 года. Gulftstream G450 является одним из самых надежных самолётов. Цены на него варьируются в пределах от 15 до 32 млн долларов в зависимости от возраста и состояния воздушного судна. G450 — один из немногих самолетов большой для бизнес-джетов вместимости, рассчитанный на перевозку до восьми человек на расстояние 7960 км с крейсерской скоростью 0,8M (с резервным запасом топлива для полета на расстояние до 370 км). По сравнению с моделями Gulftstream IV первого и второго поколения самолеты G450 имеют ряд конструктивных улучшений, направленных на снижение аэродинамического сопротивления, модернизированные турбовентиляторные двигатели Rolls-Royce Tay Mk 611-8C с цифровой автоматизированной системой управления (FADEC), а также более мощную и менее шумную ВСУ.
Бизнес-джет G450 сохранил базовую часть фюзеляжа Gulftstream IV с носовой секцией, заимствованной у планера Gulftstream V, но отличается наличием автоматических электрической системы и системы регулирования давления, более высоким давлением в бустерной системе элеронов, антиобледенительной системой с автоматическим управлением и другими изменениями. Увеличенная на 30,5 см длина носовой секции обеспечила дополнительное пространство в ногах для пилотов, а также более удобное откидное кресло для третьего члена экипажа.
На конец 2014 года в эксплуатации находилось более 330 самолётов.

## Эксплуатанты

### Гражданские эксплуатанты
Большое количество самолётов принадлежит частным клиентам, бизнесменам и крупным компаниям.

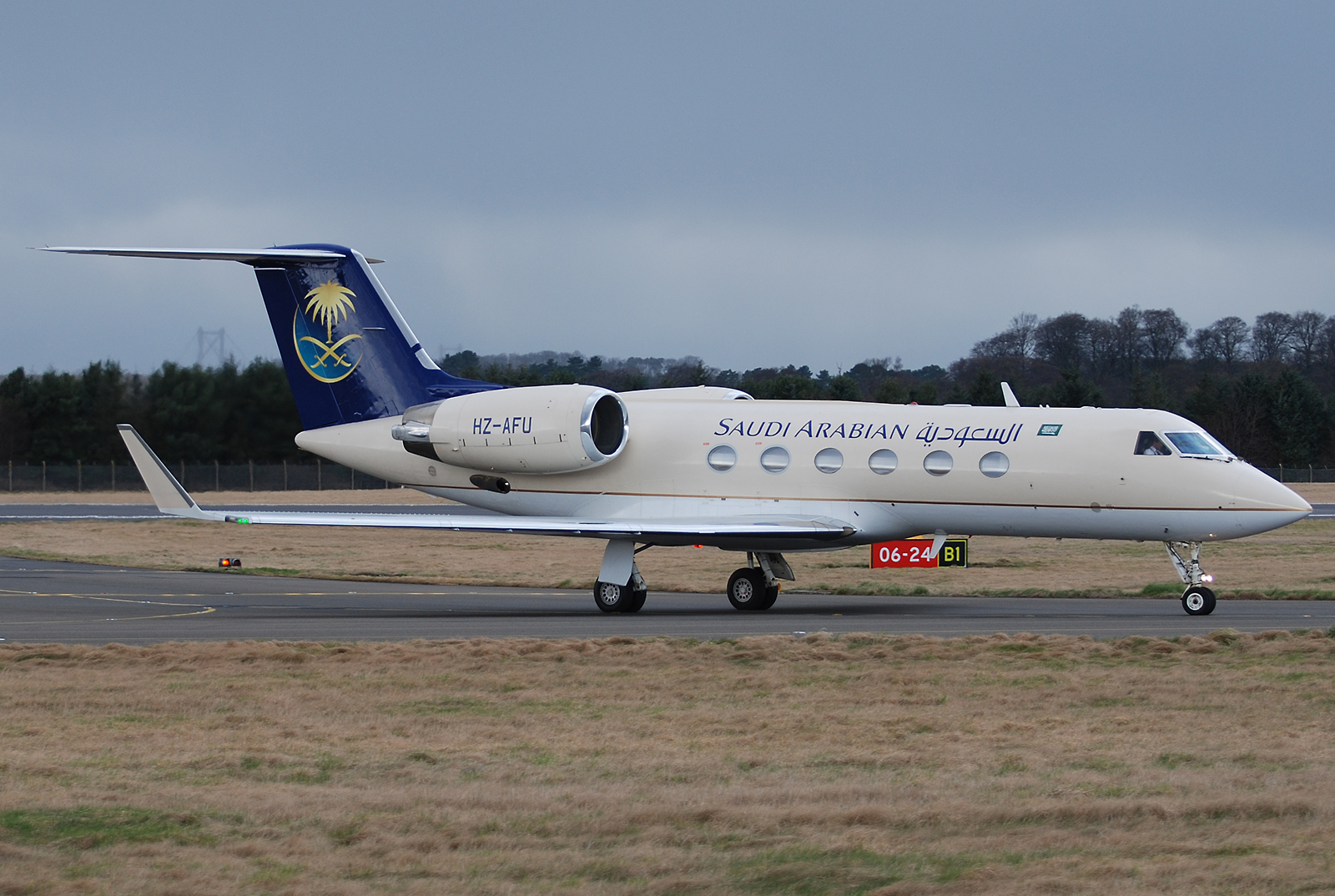

### Военные и правительственные эксплуатанты
Ботсвана
- Авиационное крыло сил самообороны Ботсваны

 Бруней
- Султанат Брунея

 Венесуэла
- Военно-воздушные силы Венесуэлы

 Египет
- Военно-воздушные силы Египта

 Индия
- Военно-воздушные силы Индии

 Иордания
- Королевские военно-воздушные силы Иордании

 Ирландия
- Воздушный корпус Ирландии

 Кот-д’Ивуар
- Вооружённые силы Кот-д’Ивуара

 Малайзия
- Султанат Джохор

 Мексика
- Военно-морские силы Мексики

 Нидерланды
- Королевские военно-воздушные силы Нидерландов

 Пакистан
- Военно-воздушные силы Пакистана

 Саудовская Аравия
- Королевские военно-воздушные силы Саудовской Аравии

 США
- Военно-воздушные силы США
- Армия США
- Военно-морские силы США
- Корпус морской пехоты США

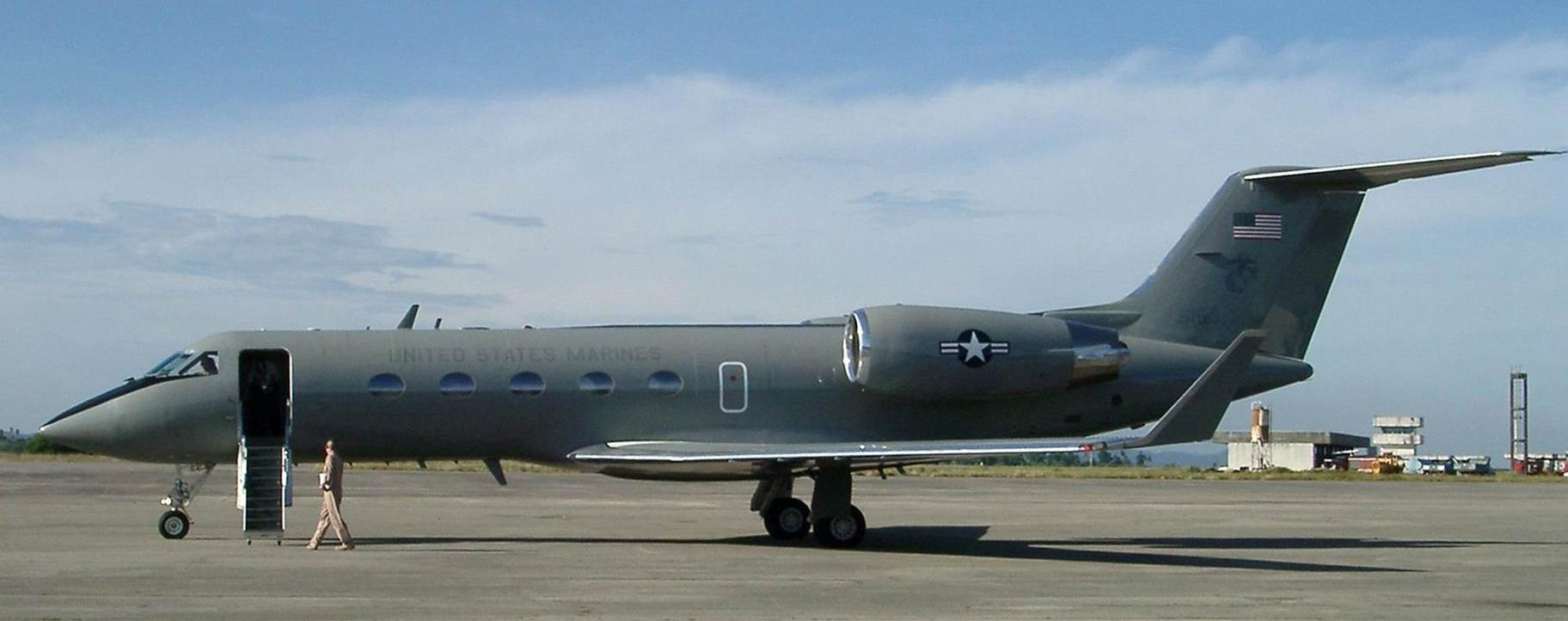

- Национальное управление океанических и атмосферных исследований

 Турция
- Военно-воздушные силы Турции

 Уганда
- Правительство Уганды

 Чили
- Военно-воздушные силы Чили

 Швеция
- Военно-воздушные силы Швеции

 Япония
- Воздушные силы самообороны Японии

## Характеристики
|                                           | GIV                                                   | GIV-SP                                                | G350                                                  | G450                                                  |
| ----------------------------------------- | ----------------------------------------------------- | ----------------------------------------------------- | ----------------------------------------------------- | ----------------------------------------------------- |
| Члены экипажа                             | Два                                                   | Два                                                   | Два                                                   | Два                                                   |
| Количество пассажиров                     | 19 максимум 12-16 стандарт                            | 19 максимум 12-16 стандарт                            | 19 максимум 12-16 стандарт                            | 19 максимум 12-16 стандарт                            |
| Длина                                     | 88 ф. 4 д. (26,9 м)                                   | 88 ф. 4 д. (26,9 м)                                   | 89 ф. 4 д. (27,2 м)                                   | 89 ф. 4 д. (27,2 м)                                   |
| Размах крыльев                            | 77 ф. 10 д. (23,7 м)                                  | 77 ф. 10 д. (23,7 м)                                  | 77 ф. 10 д. (23,7 м)                                  | 77 ф. 10 д. (23,7 м)                                  |
| Высота самолёт                            | 24 ф. 5 д. (7,44 м)                                   | 24 ф. 5 д. (7,44 м)                                   | 25 ф. 2 д. (7,67 м)                                   | 25 ф. 2 д. (7,67 м)                                   |
| Максимальный взлётный вес                 | 73 200 фунтов (33 200 кг)                             | 74 600 фунтов (33 800 кг)                             | 70 900 фунтов (32 200 кг)                             | 74 600 фунтов (33 800 кг)                             |
| Вес пустого самолёта                      | 43 000 фунтов (19 500 кг)                             | 43 000 фунтов (19 500 кг)                             | 43 000 фунтов (19 500 кг)                             | 43 500 фунтов (19 700 кг)                             |
| Скорость при полёте на дальние расстояния | Мах 0.80 (533 knots, 614 mph, 988 km/h at altitude)   | Мах 0.80 (533 knots, 614 mph, 988 km/h at altitude)   | Мах 0.80 (533 knots, 614 mph, 988 km/h at altitude)   | Мах 0.80 (533 knots, 614 mph, 988 km/h at altitude)   |
| Максимальная скорость                     | Мах 0.88 (587 knots, 675 mph, 1,087 km/h at altitude) | Мах 0.88 (587 knots, 675 mph, 1,087 km/h at altitude) | Мах 0.88 (587 knots, 675 mph, 1,087 km/h at altitude) | Мах 0.88 (587 knots, 675 mph, 1,087 km/h at altitude) |
| Дальность полёта                          | 4,220 nmi (7,820 km; 4,860 mi)                        | 4,220 nmi (7,820 km; 4,860 mi)                        | 3,800 nmi (7,040 km; 4,370 mi)                        | 4,350 nmi (8,060 km; 5,010 mi)                        |
| Потолок                                   | 45 000 футов (13 700 м)                               | 45 000 футов (13 700 м)                               | 45 000 футов (13 700 м)                               | 45 000 футов (13 700 м)                               |
| Двигатели (×2)                            | Rolls-Royce Tay 611-8                                 | Rolls-Royce Tay 611-8                                 | Rolls-Royce Tay 611-8C                                | Rolls-Royce Tay 611-8C                                |

## Аварии и катастрофы
| Дата       | Бортовой номер | Место катастрофы | Жертвы   | Краткое описание |
| ---------- | -------------- | ---------------- | -------- | --- |
| 30.10.1996 | N23AC          | Чикаго           | 4/4      | Разбился при взлёте во время сильного бокового ветра. |
| 01.12.2004 | G-GMAC         | Тетерборо        | 0/9      | Выкатился за пределы ВПП и столкнулся с деревьями. |
| 30.01.2011 | N127DK         | Папеэте          | 0/н.д.   | Списан после столкновения с наземной техникой в аэропорту. |
| 12.02.2012 | N2SA           | Букаву           | 2+4/12   | Выкатился за пределы ВПП и разломился на 2 части. Среди жертв — старший советник президента ДР Конго Аугустин Катумба Мванке. Пострадали министр финансов Матата Поньо и губернатор Южного Киву Марселин Чишамбо. |
| 13.07.2012 | N823GA         | Ле-Кастелле      | 3/3      | Выкатился за пределы ВПП и сгорел. |
| 22.09.2012 | N511QS         | Сан-Франциско    | 1+0/н.д. | Столкновение с грузовиком в аэропорту. |
| 31.05.2014 | N121JM         | Бедфорд          | 7/7      | Разбился при взлёте из-за ошибки экипажа. |
| 21.08.2021 | N277GM         | Форт-Лодердейл   | 0/14     | Выкатился за пределы ВПП |
| 15.12.1991 | HI1050         | Санто-Доминго    | 9/9      | Сразу после взлёта возникли проблемы с управлением. Разбился при заходе на аварийную посадку. Среди жертв — музыкальный продюсер Flow La Movie .                                                                  |